# Suillia lurida
Suillia lurida är en tvåvingeart som först beskrevs av Johann Wilhelm Meigen 1830.  Suillia lurida ingår i släktet Suillia och familjen myllflugor. Arten har ej påträffats i Sverige. Inga underarter finns listade i Catalogue of Life.